# بوب كالي
بوب كالي (بالإنجليزية: Bob Kahle) هو لاعب كرة قاعدة أمريكي، ولد في 23 نوفمبر 1915 في نيو كاسل في الولايات المتحدة، وتوفي في 16 ديسمبر 1988 في إنغليووود في الولايات المتحدة.

## وصلات خارجية
- بوب كالي على موقعبيزبول رفرنس.كوم (الدوري الرئيسي) (الإنجليزية)
- بوب كالي على موقعبيزبول رفرنس.كوم (الدوري الثانوي) (الإنجليزية)